# Perusia bivittata
Perusia bivittata är en fjärilsart som beskrevs av Butler 1882. Perusia bivittata ingår i släktet Perusia och familjen mätare. Inga underarter finns listade i Catalogue of Life.